# The Pleasure Principle (dal)
A The Pleasure Principle Janet Jackson amerikai énekesnő hatodik kislemeze harmadik, Control című albumáról. A dalt Monte Moir írta; egyike volt annak a mindössze két számnak az albumon, amit nem Jimmy Jam és Terry Lewis írt. Videóklipje több más híres énekes klipjére is hatással volt. A borítófotót David LaChappelle divatfotós fényképezte.

## Fogadtatása
A The Pleasure Principle a Control albumról az USA-ban megjelent egyetlen olyan kislemez volt, ami nem került a Top 5-be a Billboard Hot 100-on, de a tizennegyedik helyig eljutott, ezzel ez lett Jackson hatodik Top 20 dala a slágerlistán. A R&B slágerlistán listavezető lett, ezzel Jackson volt az első előadó, akinek öt listavezető száma volt az R&B-slágerlistán. 1987 legsikeresebb R&B/hiphopdalai közül a 34. lett a dal. Külföldön is a legtöbb országban bekerült a Top 40-be a dal, ahol kiadták.
A dalt 1988-ban jelölték a Soul Train Music Awardra az év női előadó által előadott dala kategóriában.
Jackson előadta a dalt a Rhythm Nation 1814 turnén, a The Velvet Rope turnén és a Rock Witchu turnén, valamint a Number Ones: Up Close and Personal turnén, de a janet. turnén és az All for You turnén nem.

## Videóklip és remixek
A The Pleasure Principle klipjéhez, amit Dominic Sena rendezett, a dal Shep Pettibone által készített remixét használták. A klipben Janet egy raktárépületben gyakorolja a tánclépéseket. Egy sokat utánozott jelenetben egy székkel táncol, felugrik rá, majd leugrik róla; a székes képsort átvette többek közt Karyn White a Secret Rendezvous és Britney Spears a Stronger videóklipjéhez. A klip 1988-ban elnyerte a MTV Video Music Awardot legjobb koreográfia kategóriában, és jelölték a díjra a legjobb női előadótól származó videóklip kategóriában is.
Az MTV első MTV Icon műsorában (2001) Janet Jacksont választották MTV Iconnak, és több énekes, köztük Pink, Usher és Mýa is fellépett a tiszteletére. Mýa a The Pleasure Principle klip egy jelenetét adta elő. A klip 2007. április 27. óta letölthető az iTunes Store-ról.

### Hivatalos remixek, változatok listája
| 1986/1987 - Album version (4:57) - A cappella (4:23) - 7" Vocal / The Shep Pettibone Mix (4:19) - Long Vocal (7:23) - Dub Edit (4:19) - 12" Dub (6:58) | 1996 - Banji Dub (6:53) - Danny Tenaglia’s Twilo Dub (9:00) - Danny Tenaglia Legendary Club Mix (8:15) - Danny Tenaglia Legendary Radio Mix (4:17) - Design of a Decade edit (4:13) - Nuflava Vocal Dub (7:04) |

## Számlista[1]
7" kislemez (USA, Németország)
1. The Pleasure Principle – 4:58
2. Fast Girls – 3:20

7" kislemez (Japán)
1. The Pleasure Principle – 4:58
2. Control (7" Edit of the Video Mix)

7" kislemez (Egyesült Királyság)
1. The Pleasure Principle (7" Vocal – The Shep Pettibone Remix) – 4:19
2. The Pleasure Principle (Dub Edit – The Shep Pettibone Remix) – 5:10

12" maxi kislemez (USA)
1. The Pleasure Principle (Long Vocal) – 7:28
2. The Pleasure Principle (12" Dub) – 6:58
3. The Pleasure Principle (7" Vocal) – 4:19

12" maxi kislemez (Egyesült Királyság)
Kazetta (Németország)
1. The Pleasure Principle (Long Vocal) – 7:28
2. The Pleasure Principle (Dub Edit) – 5:10
3. The Pleasure Principle (A Cappella) – 4:23

12" maxi kislemez (USA, Németország)
1. The Pleasure Principle (Long Vocal) – 7:23
2. The Pleasure Principle (A Cappella) – 4:23
3. The Pleasure Principle (12" Dub) – 6:58
4. The Pleasure Principle (7" Vocal) – 4:19

CD és 12" kislemez (Egyesült Királyság) –
The Pleasure Principle/Alright – Danny Tenaglia/Todd Terry Mixes
1. The Pleasure Principle (Legendary Club Mix) – 8:16
2. The Pleasure Principle (NuFlava Vocal Dub) – 7:21
3. The Pleasure Principle (Banji Dub) – 7:10
4. The Pleasure Principle (D.T.’s Twilo Dub) – 9:04
5. Alright (Tee’s Club Mix) – 6:22
6. Alright (Tee’s Beats) – 3:25

## Helyezések
| Slágerlista (1987)                             | Legmagasabb helyezés |
| ---------------------------------------------- | -------------------- |
| USA Billboard Hot 100                          | 14                   |
| USA Billboard Hot R&B/Hip-Hop Singles & Tracks | 1                    |
| USA Billboard Hot Dance Music/Club Play        | 1                    |
| Ausztrál kislemezlista                         | 50                   |
| Belga kislemezlista (Flandria)                 | 17                   |
| Brit kislemezlista                             | 24                   |
| Holland kislemezlista                          | 15                   |
| Ír kislemezlista                               | 23                   |
| Kanadai kislemezlista                          | 35                   |
| Új-zélandi kislemezlista                       | 37                   |